# 컨트리 록
컨트리 록(country rock)은 록 음악 장르의 하나이다. 원래는 1960년대에서 1970년대의 락 아티스트가 컨트리 음악, 포크송, 블루그래스 등의 요소를 섞은 음악에서 발생했다.